# كورنيليوس لوك
كورنيليوس لوك (بالإنجليزية: Cornelius Lock)‏ مواليد 12 ديسمبر 1978 في ديترويت، هو ملاكم محترف أمريكي يصنف ضمن فئة وزن الريشة.

## إحصائيات
خاض خلال مسيرته 32 نزالا، فاز في 23 وتعادل في 2 وخسر في 7. فاز بالضربة القاضية في 15 نزالا.

## روابط خارجية
- كورنيليوس لوك على موقع بوكس ريك (الإنجليزية) (registration required)